# Samuel M. Ralston
Samuel Moffett Ralston (New Cumberland, 1 de dezembro de 1857 – Indianápolis, 14 de outubro de 1925) foi um político norte-americano, o 28º governador de Indiana e Senador dos Estados Unidos. Nascido em uma família pobre, ele trabalhou em vários empregos quando criança incluindo como mineiro. Ele também foi professor e estudou direito, eventualmente tornando-se um advogado.
Ralston ficou ativo nas políticas locais e acabou conseguindo a indicação democrata para governador. Ele foi responsável por implementar muitas reformas de cunho progressista e por encerrar uma grande revolta em Indianápolis. Ralston foi apoiado pela Ku Klux Klan por suas posições anti-católicas, e com seu apoio foi eleito para o Senado dos Estados Unidos em 1922. Ele ficou popular entre os membros do Partido Democrata e foi considerado como uns dos favoritos para a indicação presidencial de 1924, porém saiu da corrida por causa de sua saúde. Ele morreu no ano seguinte em sua casa em Indianápolis.

## Início de vida

### Família e infância

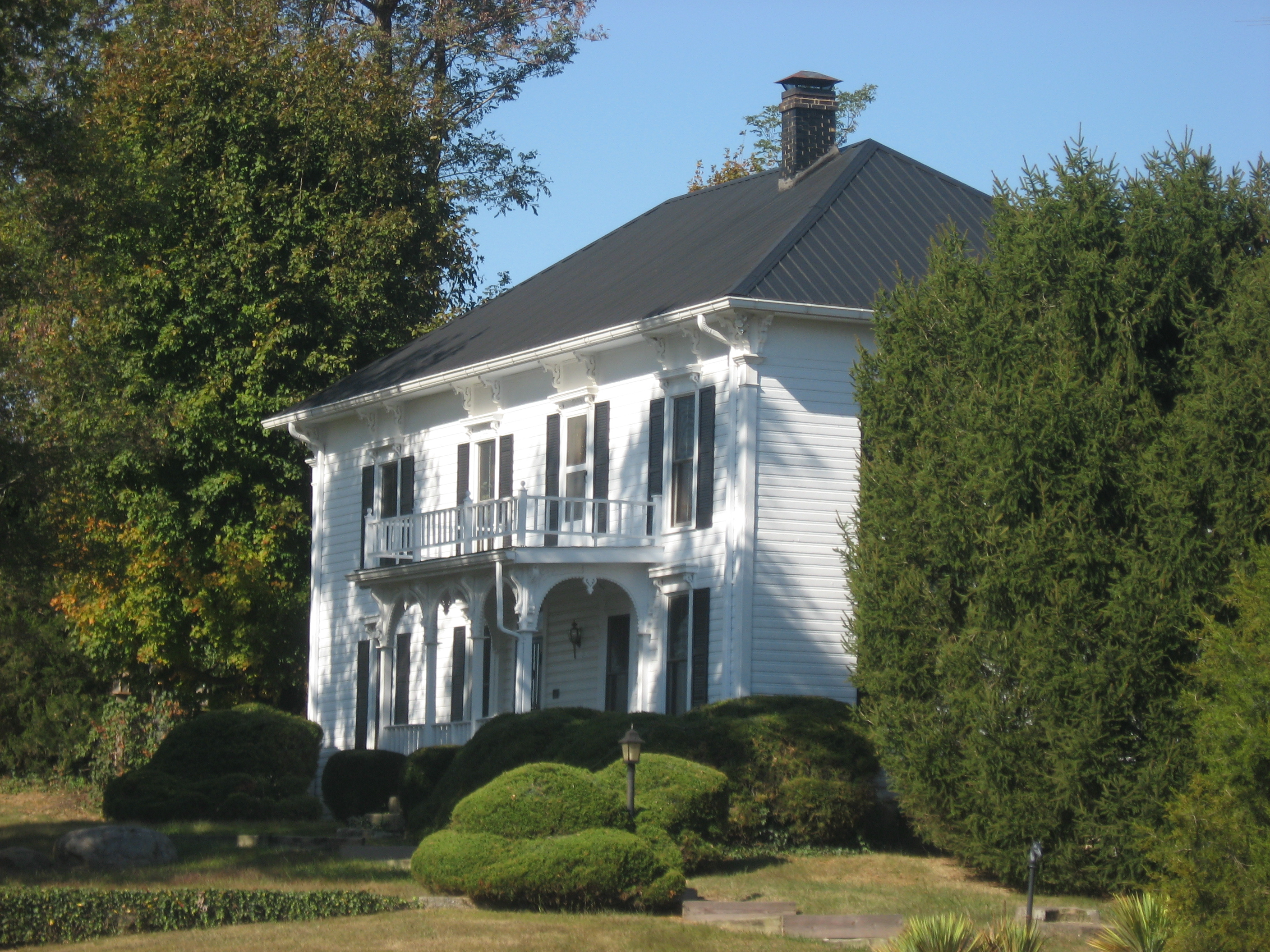
A casa de Ralston no Condado de Owen.

Samuel Moffett Ralston nasceu perto de New Cumberland, Ohio, em 1 de dezembro de 1857, o segundo filho de John e Sarah Ralston. Ele tinha ascendência escocesa, com seus bisavós tendo imigrado para a Pensilvânia em 1760. Seu irmão mais velho, John, morreu aos três anos de idade, pouco após o nascimento de Samuel. Em 1865, a família Ralston mudou-se para o Condado de Owen, Indiana, onde John havia comprado uma grande fazenda.
Ralston, junto com seus três irmãos e quatro irmãs, trabalhou na fazenda para ajudar a família. Os Ralston sofriam dificuldades financeiras e, em 1873, perderam sua fazenda, mudando-se para Fontanent, Indiana. Ele conseguiu um emprego como açougueiro e posteriormente trabalhou em uma mina para sustentar a família. Sua pai mais tarde abriu um açougue e conseguiu estabilizar sua situação financeira.

### Educação
Quando jovem ele estudou em uma escola pública no Condado de Owen. Mais velho, Ralston começou a trabalhar como professor escolar durante o inverno enquanto estudava durante o verão. Depois de completar o ensino médio ele se casou com Mary Josephine Backous no dia 26 de dezembro de 1881; ela morreu seis meses depois. Ralston formou-se com um curso científico no Central Normal College de Danville em 1884, mas  ficou interessado em direito após comparecer a um julgamento como espectador. Ralston estudou no firma Robinson & Fowler. Sem lugar para ficar, ele passou vários meses dormindo no sofá do escritório de advocacia. Ele começou um curso formal em setembro de 1884 e entrou na associação do tribunal em 1 de janeiro de 1886. Em junho, ele abriu uma firma própria junto com John A. Abbott na cidade de Lebanon, Indiana. Ele ficou muito conhecido no estado por suas habilidades, tornando-se um dos mais proeminentes advogados de Indiana.
Enquanto estudava, Ralston conheceu Jennie Craven, e os dois casaram-se em 30 de dezembro de 1889. O casal teve três filhos: Emmet, Julian e Ruth. A família era presbiteriana e frequentavam sempre a igreja. Ralston também era membro da Young Men's Democratic Club, interessando-se pela política.

### Primeiras campanhas
Por toda a sua vida adulta, Ralston foi filiado ao Partido Democrata. Por viver em uma área dominada pelo Partido Republicano, ele teve dificuldades em obter um cargo público. Ele concorreu ao Senado Estadual de Indiana em 1888, mas foi derrotado. Em 1896 e 1898 ele concorreu a Secretário de Estado de Indiana, porém foi derrotado nas duas ocasiões. Enquanto tentava ser eleito, Ralston conheceu o líder Democrata estadual: Thomas Taggart. Taggart tentou indicá-lo como o candidato Democrata a governador em 1908 por causa de suas posições anti-proibicionistas, porém o partido escolheu o proibicionista Thomas R. Marshall, futuro vice-presidente dos Estados Unidos; Marshall venceu a eleição. No mesmo ano, Ralston foi eleito Presidente do Conselho da Escola de Lebanon, sua primeira vitória política.

## Governador de Indiana
Em 1912, Taggart apoiou novamente a indicação de Ralston para governador, desta vez sendo bem sucedido. Ralston recebeu o apoio de vários grupos do estado, incluindo o movimento do sufrágio feminino e muitas igrejas. Ele acabou vencendo a eleição geral e tornou-se o Governador de Indiana em 13 de janeiro de 1913, derrotando Albert J. Beveridge, o candidato progressista, e Winfield T. Durbin, o candidato republicano e ex-governador.

### Revoltas de Indianápolis
Um dos primeiros eventos que Ralston se envolveu foi uma greve dos trabalhadores dos bondes de Indianápolis que começou em outubro de 1913. A greve foi convocada na semana das eleições municipais, e os Republicanos acusaram os grevistas de impedirem a votação. O sindicato exigia a aprovação de leis que melhor protegessem seus direitos, querendo que o governador convocasse uma sessão extraordinária da Assembleia Geral de Indiana para aprovar o projeto. A greve logo escalou até uma revolta enquanto a multidão, cada vez maior, começou a atacar a polícia, empresários e oficiais públicos. Empresários e Samuel Shark, prefeito de Indianápolis, exigiram que Ralston chamasse o exército para acabar com a greve, porém os líderes sindicais ameaçaram aumentar a violência. Em 5 de novembro, Ralston finalmente chamou a Guarda Nacional de Indiana para colocar toda a cidade em lei marcial. Ao meio-dia do dia 6, os grevistas e seus simpatizantes amontoaram-se ao redor da Assembleia Legislativa de Indiana e começaram a gritar exigindo que as tropas deixassem a cidade. Ralston saiu do prédio e falou com a multidão, dispondo-se a retirar as tropas se todos voltassem a trabalhar e aceitassem negociar pacificamente. Ele ofereceu concessões e promessas que convenceram os grevistas sobre suas boas intenções; a greve terminou no mesmo dia. Depois de alguns dias, ficou claro que a greve realmente tinha acabado, e ele desmobilizou a guarda nacional.
Quando a Assembleia Geral se reuniu, Ralston conseguiu aprovar vários atos que melhoraram as condições dos trabalhadores do estado. Entre as leis que ele conseguiu aprovar estavam atos banindo a venda de narcóticos pela primeira vez, um salário mínimo, medidas de conservação para evitar o desmatamento, incentivos para encorajar o desenvolvimento da indústria pecuária, vacinação gratuita para várias doenças prevalentes e ajuda para cegos encontrarem trabalho. Entretanto, seu alvo principal eram as favelas e os cortiços do estado. Ele conseguiu fundos para fornecer água corrente limpa, construir parques infantis e várias outras melhoras na qualidade de vida da classe baixa. O último projeto de lei que ele aprovou dava poderes a polícia para fechar os bordeis do estado, efetivamente terminando qualquer forma de prostituição legal em Indiana.

### Progressivismo
Thomas R. Marshall, antecessor de Ralston no governo, havia tentado adotar uma nova constituição estadual, porém, por não ter convocado uma assembleia constituinte, suas tentativas foram consideradas inconstitucionais pela Suprema Corte de Indiana. Ralston também era a favor de uma nova constituição para poder realizar inúmeras reformas que não seriam possíveis seguindo constituição atual. Para conseguir esse objetivo, ele começou a pedir para a Assembleia Geral convocar uma assembleia constituinte. Em 1913, um projeto de lei foi aprovado permitindo ao estado adotar uma nova constituição. A medida, todavia, deveria ser submetida a um referendo estadual, como era exigido pela constituição atual, antes da assembleia ser convocada. Com exceção de Indianápolis e algumas cidades industriais, havia pouco apoio para reformas industriais, já que a maioria da população ainda era rural. Quando o público foi as urnas em 1914, a medida foi derrotada com 338 947 votos contra 235 140.
Seus dois projetos de maior impacto eram a Lei de Serviços Públicos e o Ato de Educação Vocacional. Ralston defendia e obteve aumentos significativos nos gastos educacionais, começando um sistema gratuito de educação vocacional para os estudantes das escolas estaduais. Os regulamentos por ele promulgados nas companhias de serviços públicos começou um processo que levaria água corrente e eletricidade para todo o estado. O Departamento de Recursos Naturais de Indiana foi criado junto com vários parques estaduais. Carl G. Fisher, um empreiteiro, pediu para Ralston ajudá-lo a criar um grande projeto de rodovias. Atendendo aos pedidos, o governador ajudou a lançar um ambicioso projeto para construir uma enorme auto-estrada inter-estadual. Ele conseguiu marcar uma reunião com sete governadores e conseguiu vender um plano para a construção de uma estrada atravessando os estados, ligando Jacksonville na Flórida com Chicago em Illinois, com cada estada pagando sua porção do projeto. Por volta de vinte por cento da estrada passaria por Indiana. Esse era o maior projeto rodoviário dos Estados Unidos até aquele momento, resultando na criação da Rodovia Dixie, atualmente US-31.
Ele também fez grandes contribuições à situação financeira do estado. Indiana estava em dívidas desde a década de 1830 e em duas ocasiões chegou à beira da falência (1847 e 1863), entrando em falência parcial em 1841. Apesar do estado não estar em risco imediato, ele ainda estava sobrecarregado de dívidas. Ralston insistia no pagamento das dívidas e na criação de um fundo de emergência, defendendo uma emenda na constituição estadual para impedir que o estado pegasse dinheiro emprestado no futuro. Através de uma combinação de cortes de gastos, aumentos de taxas e apoio da Assembleia Geral, o governo conseguiu pagar toda a dívida estadual e criar um superávit de US$ 3,76 milhões na época que ele deixou o cargo.

### Primeira Guerra Mundial
Quando os Estados Unidos entraram na Primeira Guerra Mundial, Ralston foi chamado pelo presidente Woodrow Wilson para ajudar a preparar os soldados de Indiana. Vários regimentos, totalizando mais de 130 mil homens, foram reunidos e enviados para a batalha no maior destacamento do estado desde a Guerra de Secessão. Com a maior parte da Gurda Nacional de Indiana fora do estado, Ralston reativou a Legião de Indiana, que havia sido renomeada para Guarda da Liberdade, uma organização que não entrava em ação também desde a guerra civil. Em 1916, as tensões começaram a crescer entre os Estados Unidos e o México, com possibilidades de guerra. Com a maior parte das forças armadas norte-americanas na Europa, Wilson pediu para o governador mobilizar uma brigada formada pelos cidadãos do estado e defender a fronteira. Foi a maior chamada para uma unidade que o estado já respondeu, já que o governo federal normalmente chamava por regimentos. Milhares de homens rapidamente apresentaram-se e foram enviados para a fronteira.
Historiadores afirmaram que Ralston teve um dos mandatos mais agitados na história do estado, enfrentando mais desafios que qualquer outro governador, com a exceção de Oliver P. Morton. A constituição estadual impediu que ele concorresse a reeleição, deixando o cargo em 8 de janeiro de 1917 após um discurso pedindo para a Assembleia Geral adotar outras legislações progressivas que ele não havia conseguido aprovar.

## Senador
Ralston começou em 1922 a fazer campanha para o Senado dos Estados Unidos. Por causa de sua relação amigável com a Ku Klux Klan do estado, ele conseguiu seu apoio. Ele fez um discurso em St. Mary's of the Woods condenando a interferência religiosa no estado. Os principais objetivos da Klan na época eram remover a influência Católica do governo e das escolas públicas e fechar escolas católicas privadas. O discurso lhe deu grande popularidade dentro do grupo. A Klan era uma das organizações mais influentes em Indiana na época, e eles copiaram e espalharam o discurso. O apoio a Ralston foi uma de suas maiores tentativas para eleger um candidato no estado, já que temiam os candidatos Republicanos que publicamente condenavam o grupo. A Klan se desfez em 1926 – um ano após a morte de Ralston – depois de um escândalo ter revelado que a maioria dos políticos de Indiana tinham relações com a organização.
Ralston foi eleito Senador dos Estados Unidos em novembro de 1922 após derrotar Albert Beveridge. O The New York Times fez um grande artigo sobre sua esposa, chamando-a de "Fazendeira de Galinhas", porque ela estava relutante em mudar-se para Washington, D.C. e deixar suas galinhas sem cuidados. Ralston assumiu o cargo em 4 de março de 1923. No senado, ele defendeu a adoção de um plano de redistribuição de renda.
Em 1924, ele era o favorito a indicação Democrata para presidente, porém, por motivos desconhecidos na época, ele deixou a corrida pouco antes da convenção nacional. Foi mais tarde revelado que por causa de sua saúde, Ralston achou que não seria um presidente apropriado. O constante agravamento de sua saúde levou a sua morte em 14 de outubro de 1925 em sua casa perto de Indianápolis. Ele foi enterrado no Cemitério Oak Hill, em Lebanon.